# Ясткув (Свентокшиське воєводство)
Ясткув (пол. Jastków) — село в Польщі, у гміні Цьмелюв Островецького повіту Свентокшиського воєводства.
Населення — 195 осіб (2011).
У 1975-1998 роках село належало до Тарнобжезького воєводства.

## Демографія
Демографічна структура на день 31 березня 2011 року:
|          | Загалом | Допрацездатний вік | Працездатний вік | Постпрацездатний вік |
| -------- | ------- | ------------------ | ---------------- | -------------------- |
| Чоловіки | 93      | 17                 | 62               | 14                   |
| Жінки    | 102     | 16                 | 50               | 36                   |
| Разом    | 195     | 33                 | 112              | 50                   |